# Saint-Pierre (Cantal)
Saint-Pierre – miejscowość i gmina we Francji, w regionie Owernia-Rodan-Alpy, w departamencie Cantal.
Według danych na rok 1990 gminę zamieszkiwało 148 osób, a gęstość zaludnienia wynosiła 10 osób/km² (wśród 1310 gmin Owernii Saint-Pierre plasuje się na 698. miejscu pod względem liczby ludności, natomiast pod względem powierzchni na miejscu 633.).